# Sova zlatočerná
Sova zlatočerná (Tyto longimembris) je druh sovovitého ptáka, který náleží do rodu Tyto. Druh popsal Thomas C. Jerdon roku 1839.

## Areál výskytu
Sova zlatočerná se vyskytuje v rozsáhlé oblasti od Indie až po Filipíny a australský kontinent (celkem asi 41 000 000 km2), obývá jak země kontinentální Asie (Čína, Myanmar, Thajsko, Vietnam…), tak Malajské souostroví a některé oceánské ostrovy (například Nová Kaledonie). Někdy se může dostat i do Hongkongu nebo Japonska, naopak v Bangladéši a Fidži populace sov zlatočerných vyhynula.
Na svém rozsáhlém areálu výskytu sova zlatočerná vytvořila několik poddruhů. T. l. chinensis se vyskytuje na východě a severovýchodě Číny a na severu Vietnamu. T. l. longimembris osídlil řadu oblastí na východě a jihovýchodě Asie, také Austrálii a Novou Kaledonii. Poddruh T. l. pithekopy zahrnuje tchajwanské populace, T. l. amauronota filipínské a T. l. papuensis novoguinejské.

## Popis
Jedná se o středně velký druh sovy, která měří 38 až 42 cm na délku s až 32,2cm křídlem u samců a až 34,8cm křídlem u samic. Rozpětí křídel činí 103 až 116 cm. Krátký a pruhy zdobený ocas může měřit téměř 14 cm. Hmotnost činí u samců 265 až 375 gramů, samice jsou větší i těžší a váží nejméně 320 a nejvíce 450 gramů. Peří je na hřbetu hnědé, se žlutookrovými skvrnami a doplněno o bílé tečky, na obličeji světlé, stejně tak na břiše, jehož zbarvení je navíc doplněno tmavým tečkováním. Slova zlatočerná má malé černé oči a bílý zobák. Zbarvení tohoto druhu je nicméně značně proměnlivé.

## Chování
Sova zlatočerná se vyskytuje na otevřených travnatých pláních až do nadmořské výšky 2 500 metrů a žije hlavně na zemi. Nemigruje. Během dne odpočívá a aktivní je za soumraku. Loví hlavně hlodavce, na které se může v některých areálech i specializovat, je však schopna zabít i jinou kořist, lovit může i hmyz. V případě hojnosti potravy mohou danou oblast osídlit desítky těchto sov, jinak se jedná o tvora převážně samotářského. Druh je tichý, při letu se ozývá vysokými skřípavými zvuky. Zpěv sovy zlatočerné se podobá zpěvu sovy pálené (T. alba). Období rozmnožování případá na říjen až březen, hnízdo si staví v proláklinách na zemi. Samice klade až osm vajec, o která se stará 42 dní a během této doby je krmena samcem.

## Ohrožení
Populace sovy zlatočerné je klesající kvůli postupné ztrátě biotopů, i tak ale pravděpodobně není tak malá a neklesá dostatečně rychle, aby mohl být druh zařazen mezi zranitelné taxony. Také rozsah areálu výskytu neplní kritéria pro zranitelné druhy, z tohoto důvodu je sova zlatočerná hodnocena jako druh málo dotčený.